# جزیره فانتزی (فیلم)
جزیره فانتزی (انگلیسی: Fantasy Island) یک فیلم در سبک ترسناک فراطبیعی محصول ایالات متحده به کارگردانی جف وادلو است که در ۲۸ فوریه ۲۰۲۰ منتشر شد.